# (6457) Kremsmünster
6457 Kremsmunster (1992 RT) – planetoida z pasa głównego asteroid okrążająca Słońce w ciągu 4,89 lat w średniej odległości 2,88 j.a. Odkryta 2 września 1992 roku.